# 달의 몰락 (김현철의 노래)
달의 몰락은 1993년 발매된 김현철 3집의 타이틀 곡으로, 그 앨범에서 대중적으로 가장 히트한 노래이다. 
김현철의 가수 커리어에서 대표곡 중 하나이다. 울랄라세션이 리메이크하기도 하였다.

## 가사
달이 진다 달이 진다 
달이 진다 달이 진다 
나를 처음 만났을 때도 
그녀는 나에게 말했지 
탐스럽고 이쁜 저 이쁜 달
나랑 매일 만날 때에도 
그녀는 나에게 말했어 
탐스럽고 이쁜 달이 좋아 
그녀가 좋아하던 저 달이 
그녀가 사랑하던 저 달이 지네 
달이 몰락하고 있네
나를 무참히 차 버릴 때도 
그녀는 나에게 말했지 
탐스럽고 이쁜 저 이쁜 달
나랑 완전히 끝난 후에도 
누군가에게 말하겠지 
탐스럽고 이쁜 달이 좋아 
그녀가 좋아하던 저 달이 
그녀가 사랑하던 저 달이 지네 
달이 몰락하고 있네  
그녀가 좋아하던 저 달이 
그녀가 사랑하던 저 달이 지네 
달이 몰락하고 있네  
그녀가 좋아하던 저 달이 
그녀가 사랑하던 저 달이 지네 
달이 몰락하고 있네 
나도 그녀를 잊을 수 있다면